# Pavonia schiedeana
Pavonia schiedeana là một loài thực vật có hoa trong họ Cẩm quỳ. Loài này được Steud. mô tả khoa học đầu tiên năm 1841.